# Jean-Baptiste Duroselle
Jean-Baptiste Duroselle, né le 17 novembre 1917 à Paris 8e et mort le 12 septembre 1994 à Arradon, est un historien français, spécialisé dans l'histoire des relations internationales et de la diplomatie.

## Biographie
Son père Albert Duroselle, né à Amiens, est grièvement blessé au coude près de Verdun, le 9 avril 1916.

### Jeunesse et études
Après des études secondaires au lycée Sainte-Croix de Neuilly, il est admis à l’École normale supérieure de la rue d'Ulm en 1938. 
Ses études sont interrompues par la Seconde Guerre mondiale, où il est mobilisé et devient officier de réserve d'artillerie. Il reprend ensuite ses études d'histoire et est reçu major à l'agrégation d'histoire et géographie en 1943. Il devient docteur ès-lettres en 1949.

### Parcours professoral
Entre 1943 et 1945, Jean-Baptiste Duroselle est professeur aux lycées d'Orléans puis de Chartres.
En 1946, il est nommé maître de conférences en Sorbonne. Il est parallèlement recruté, à ce même grade, au sein de l'Institut d'études politiques de Paris, qu'il ne quittera qu'en 1983. En 1949, il enseigne au lycée Hoche.
Il devient en 1950 professeur d'histoire moderne et contemporaine à l'université de la Sarre. Il est nommé en 1957 professeur d'histoire contemporaine à l'université de Lille.
En 1964, il est élu professeur d'histoire contemporaine en Sorbonne. Entre 1967 et 1970, il est assesseur du doyen de la Sorbonne. Il est parallèlement élevé au rang de professeur à l'IEP de Paris. Il y donne un cours d'histoire diplomatique de 1954 jusqu'à 1986. Actif au sein de Sciences Po, il cofonde le Centre de recherches internationales de l'Institut avec Jean Meyriat en 1952.
Entre 1977 et 1979, il est professeur invité d'histoire des relations internationales à l'Institut universitaire de hautes études internationales de Genève. Il a aussi enseigné à Bologne et à Harvard.
Cofondateur du comité franco-italien des études historiques, il est aussi directeur de collection à l’Imprimerie nationale. Il occupe la fonction de président de la Commission pour la publication des documents diplomatiques français et des documents relatifs aux origines de la Seconde Guerre mondiale. Il est également élu président de l'Institut d'histoire des relations internationales contemporaines.
Il est élu, le 10 février 1975, membre titulaire de l'Académie des sciences morales et politiques (section d'histoire et de géographie), au fauteuil de Victor-Lucien Tapié, et président pour 1986.
Il est lauréat du Prix Balzan (sciences sociales) en 1982, officier de la Légion d'honneur, commandeur de l’ordre national du Mérite, et officier des Palmes académiques.
Son nom a été donné à une salle de la Sorbonne.
Malade, Jean-Baptiste Duroselle dédie son dernier livre à la mémoire de son père et de son maître Pierre Renouvin. Il est inhumé à Arradon.

## Carrière
Collaborateur, puis successeur de Pierre Renouvin à l'IHRIC.
Il est membre :
- de la Société d'histoire moderne (Paris, président d'honneur) ;
- de la Société américaine de philosophie (Philadelphie) ;
- de l'American Historical Association (Washington, membre d'honneur) ;
- du conseil d'administration du CERI (président) ;
- de la commission pour la publication des documents relatifs aux origines de la guerre 1939-1945 (président) ;
- de la commission de publication des documents diplomatiques français (président) ;
- de la commission franco-américaine d'échanges universitaires et culturels (directeur) ;
- de la commission franco-italienne d'histoire contemporaine (coprésident) ;
- du comité d'histoire de la Seconde Guerre mondiale (vice-président) ;
- des commissions d'archives du quai d'Orsay ;
- des commissions d'archives des armées ;
- des commissions d'archives privées de la S.D.N ;
- de l'Académie royale des sciences, des lettres et des beaux-arts de Belgique.

## Publications
- Arnaud de l'Ariège et la démocratie chrétienne 1848-1851, 1949.
- Les débuts du catholicisme social en France 1822-1870 (thèse principale), 1951.
- Histoire du catholicisme (en collaboration avec J. M. Mayeur), Paris, PUF, coll. Que sais-je ?, no 365, 1949.
- Histoire diplomatique de 1919 à nos jours, Paris, Dalloz, 871 p., 1953-1986.
- Les frontières européennes de l’URSS, 1917-1941, Paris, Fondation nationale des sciences politiques, 1954.
- De Wilson à Roosevelt : politique étrangère des États-Unis, 1913-1945, Paris, Armand Colin, 1961.
- L'Europe de 1815 à nos jours. Vie politique et relations internationales, Paris, P.U.F., coll. Nouvelle Clio dirigée par Robert Boutruche et Paul Lemerle), 1964.
- L’Idée d’Europe dans l’histoire, Paris, Denoël, 1965.
- Le conflit de Trieste, 1943-1954, 1965.
- En collaboration avec Pierre Renouvin, Introduction à l’histoire des relations internationales, Paris, Armand Colin, 521 p., 1965.
- Histoire. Le monde contemporain. Classes Terminales, Paris, Nathan, 1966, 252 p.
- Le drame de l’Europe de 1919 à nos jours, Paris, Imprimerie nationale, 1969.
- Le monde déchiré, de 1945 à nos jours, Paris, Imprimerie nationale, 2 volumes, 1970, 398 p., 374 p.
- La France et les Français, 1900-1914, 1972.
- La France et les Français, 1914-1920, Paris, Richelieu, 2 volumes, 1972.
- France et les États-Unis des origines à nos jours, Chicago, University of Chicago Press, 1976, 276 p.
- Les relations internationales de 1968 à nos jours, Paris, Presses de la Fondation nationale des sciences politiques, 1978, 256 p.
- Politique étrangère de la France, vol. 1 : La Décadence, 1932-1939, Paris, Imprimerie nationale, 1979, 568 p. (ISBN 2-11-080723-7, présentation en ligne), [présentation en ligne], [présentation en ligne]. Réédition : Politique étrangère de la France : la Décadence, 1932-1939, Paris, Éditions du Seuil, coll. « Points. Série Histoire » (no 63), 1983, 568 p. (ISBN 2-02-006347-6).
- Tout empire périra : théorie des relations internationales, Paris, Publications de la Sorbonne, 1981.
- Politique étrangère de la France, vol. 2 : L'abîme, 1939-1945, Paris, Imprimerie nationale, 1982, 611 p. (ISBN 2-11-080786-5, présentation en ligne), [présentation en ligne].  Réédition : Politique étrangère de la France : l'abîme, 1939-1944, Paris, Éditions du Seuil, coll. « Points. Histoire » (no 138), 1990, 811 p. (ISBN 2-02-012413-0).
- Direction de L’année politique, économique et sociale en France en 1984, Paris, Moniteur, 1985, 564 p.
- Clemenceau, Paris, Fayard, 1988, 1080 p. (Prix Nouveau Cercle Interallié 1988).
- L'Europe : histoire de ses peuples, Paris, Perrin, 1990, 708 p.
- Itinéraires, idées, hommes et nations d'Occident, XIXe- XXe siècle, Paris, Publications de la Sorbonne, 1991, 491 p.
- L'invasion : les migrations humaines : chance ou fatalité ?, Paris, Plon, 1992.
- La France de la Belle Époque, Paris, Presses de la Fondation nationale des sciences politiques, coll. « Références » (no 31), 1992, 2e éd., 377 p. (ISBN 2-7246-0614-0, présentation en ligne).
- La Grande Guerre des Français, 1914-1918 : l'incompréhensible, Paris, Perrin, 1994.

### Direction d'ouvrages
- de la revue d'histoire moderne et contemporaine.
- de la collection l'univers contemporain.

Coprésident : avec Jacques Freymond, de la revue Relations internationales.
Codirecteur : de l'année politique et des collections politiques étrangère de la France et notre siècle.

### Collaborations
- à la revue Histoire d'Églises de France.
- à la revue Recherches et débats.
- à la revue Histoire ecclésiastique.
- à la revue historique.
- à la revue française des sciencse politiques.
- à la revue des deux mondes.

## Distinctions

### Récompense
- Docteur honoris causa de l'université de Liège, de l'université d'Helsinki, de l'université Notre-Dame (Indiana), de l'université Jagellonne de Cracovie (1991)[8].

### Décorations
- Officier de la Légion d'honneur
- Commandeur de l'ordre national du Mérite
- Officier de l'ordre des Palmes académiques
- Grand officier de l'ordre du Mérite de la République italienne